# Кітчі (футбольний клуб)
Спортивний клуб «Кітчі» або просто «Кітчі» (кит. трад.: 傑志體育會) — гонконзький футбольний клуб, який виступає в Прем'єр-лізі.

## Досягнення

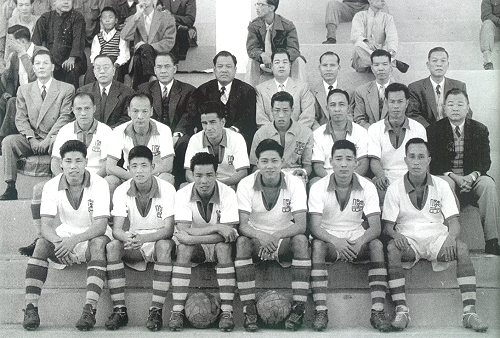
СК «Кітчі» в 1959 році

Головні трофеї клубу наведені в списку нижче
- Прем'єр-ліга
  -  Чемпіон (6): 2014–15, 2016–17, 2017–18, 2019–20, 2020–21, 2022–23
  -  Срібний призер (1): 2015–16

- Ліга Першого дивізіону Чемпіонату Гонконгу
  -  Чемпіон (6): 1947–48, 1949–50, 1963–64, 2010–11, 2011–12, 2013–14
  -  Срібний призер (7): 1952–53, 1954–55, 1956–57, 2003–04, 2006–07, 2008–09, 2012–13

- Кубок старого герба Гонконгу
  -  Чемпіон (8): 1949–50, 1953–54, 1959–60, 1963–64, 2005–06, 2016–17, 2018–19, 2022–23
  -  Фіналіст (6): 1948–49, 1951–52, 1955–56, 2007–08, 2009–10, 2014–15

- Кубок Футбольної Асоціації Гонконгу
  -  Чемпіон (7): 2011–12, 2012–13, 2014–15, 2016–17, 2017–18, 2019, 2022–23
  -  Фіналіст (2): 2003–04, 2013–14

- Кубок Ліги Гонконгу
  -  Чемпіон (5): 2005–06, 2006–07, 2011–12, 2014–15, 2015–16

- Плей-оф Чемпіонату Гонконгу
  -  Переможець (1): 2012–13

- Суперкубок Гонконгу
  -  Переможець (3): 2009, 2017, 2018